# لوون یولیان
لوون سورنی یولیان (ارمنی: Լևոն Սուրենի Յոլյան؛ زادهٔ ۱۶ سپتامبر ۱۹۵۹) یک سیاستمدار اهل ارمنستان است که از تاریخ ۲۹ فوریه ۲۰۱۶ تا تاریخ ۲۰ سپتامبر ۲۰۱۶ سمت  وزیر انرژی ارمنستان را برعهده داشت.

## زندگی‌نامه
در ۱۶ سپتامبر ۱۹۵۹ در ایروان به دنیا آمد و از دانشگاه دولتی علم اقتصاد ارمنستان فارغ‌التحصیل شد. 

## یادداشت
1. ↑  ՀՀ վերահսկիչ պալատի նախագահ
2. ↑  ՀՀ էներգետիկայի և բնական պաշարների նախարար
3. ↑  ՀՀ վերահսկիչ պալատի նախագահի տեղակալ